# 洪虎
洪虎（1940年6月—），男，安徽金寨人，中华人民共和国政治人物，第十届、十一屆全国人大法律委员会副主任委员，中共第十五屆、十六屆中央委員。

## 生平
1963年北京工业学院化工系毕业，高级工程师，9月参加工作。1965年6月加入中国共产党。1991年至1998年3月任国家体改委副主任、党组成员、机关党委书记。1998年4月至9月任国务院经济体制改革办公室副主任。1998年9月起任中共吉林省委委員、常委、副书记，吉林省人民政府副省长、代省长。1999年2月在吉林省九届人大二次会议上当选为省长。2004年10月，洪虎卸去中共吉林省委副书记、常委、委员职务，不再担任吉林省省长，退居二线。
2005年2月被任命为第十届全国人大法律委员会副主任委员。2008年，担任全国人大法律委员会副主任委员。

## 家庭
父亲洪学智为解放軍上將。